# Gwenafwy
Gwenafwy va ser una santa precongregacional de De Cymru que va viure durant l'edat mitjana. Era filla de Caw de Strathclyde, i germana de Peillan, Eigron i Peithein entre d'altres. Va anar a Cornualla amb el seu germà Eigron, on és recordada a esglésies a Gwennap.
La seua festivitat se celebra l'1 de juliol.